# Черта бедности

Процент населения, живущего меньше чем на $ 1.25 в день. Оценки ООН по состоянию на 2000—2007 годы.

Черта́ бе́дности — уровень дохода, который считают допустимо минимальным в определенной стране. Официальное или общее понимание черты бедности существенно выше в развитых странах (с ИЧР более 0.700), чем в развивающихся странах.
В октябре 2015 года Всемирный банк обновил глобальную черту бедности до $1.90 в день, тогда как в 2008 году Всемирный банк определял этот показатель (пересмотренный преимущественно из-за инфляции) в размере $1.25 при паритете покупательной способности (ППС) по состоянию на 2005 год. Общепринятая международная черта бедности до 2005 года составляла примерно $1 в день.
В настоящее время доля мирового населения, живущего в условиях крайней бедности находится на уровне ниже 10 %, согласно оценкам Всемирного банка.

## Определение
Черту бедности обычно определяют путем нахождения общей стоимости всех основных ресурсов, которые взрослый человек потребляет в среднем за один год. Наибольшим из этих расходов, как правило, является арендная плата за проживание в квартире, поэтому исторически экономисты обращали особое внимание на рынок недвижимости и цены на жилье, как на сильный фактор влияния на черту бедности. Часто принимают во внимание отдельные обстоятельства, например, является ли лицо родителем, пожилым человеком, ребенком, состоит ли в браке и т. д. Черта бедности может быть откорректирована ежегодно.

## Национальные оценки черты бедности

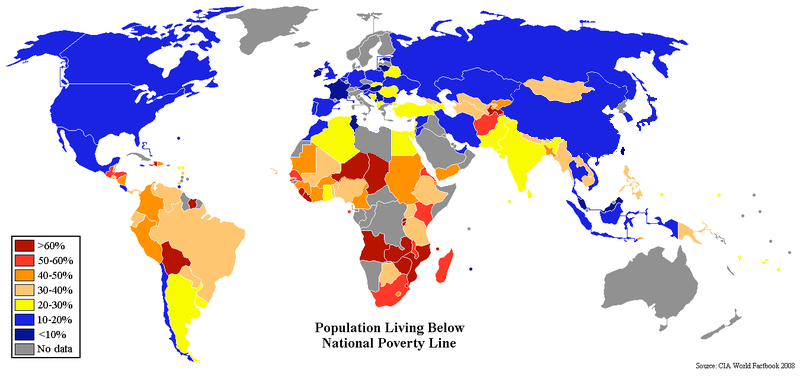
Карта на основе CIA World Factbook, которая показывает процент населения страны, живущих ниже официальной черты бедности для этой страны

Национальные оценки основываются на взвешенных по населению оценок подгруппы по обследованиям домашних хозяйств. Значения черты бедности значительно варьируют между странами. Например, более богатые страны, как правило, используют более высокие стандарты бедности, чем менее богатые страны. Таким образом, черта бедности слабо сравнима между странами.
По состоянию на 2015 год в Соединенных Штатах черта бедности для одного человека младше 65 лет оценивалась годовым доходом в $11,770$. Её значение для семьи из четырёх человек, включая двоих детей, составляло $24,250. По данным Бюро переписи населения США, опубликованным 13 сентября 2011 года, в 2010 году уровень бедности в стране вырос до 15,1 процента.
Официальный уровень бедности в Индии, с другой стороны, разделен на деревенскую и городскую черты бедности. Для городских жителей бедность определяется как проживание менее чем на 538.60 рупий (около $12) в месяц, тогда как для сельских жителей, она составляет менее 356.35 рупий в месяц (около $7.50)